# Comunità ebraica di Foligno
La Comunità ebraica di Foligno è un'antica Comunità ebraica oggi estinta che risiedeva nella città umbra (principale centro commerciale e viario della regione) posta al centro e fino al margine orientale della Valle Umbra, sulla sinistra del fiume Topino e alla confluenza dei due diverticoli della via Flaminia; il suo territorio si estende su gran parte dell'Appennino umbro-marchigiano fino al confine con la regione Marche. La Comunità trae origine da quella romana, come anche le altre di Umbria e Marche ed era pertanto di rito italiano. Contigue ed in certi periodi unite, erano le Comunità di Trevi, Spello, Assisi, Sellano, Montesanto, Camerino e Caldarola (con i loro territori nelle Marche) ed anche Norcia.
Anticamente Fulginium fu città umbra, secondo le divisioni dell'Italia medievale fu parte del ducato di Spoleto poi libero comune ghibellino combatté sanguinose guerre contro Perugia. Nel 1305, la famiglia Trinci, vicari apostolici di Foligno, Nocera Umbra e territori limitrofi, messasi a capo dei guelfi di Foligno, ottenne il dominio della città con una Signoria comunale di notevole estensione che giungeva fino a comprendere Leonessa nel Regno Borbonico. Nel 1439 la città fu sottomessa direttamente al dominio papale.
Testimonianze archivistiche certe di una comunità ebraica organizzata a Foligno si hanno tra il XIII al XVI secolo, per i secoli precedenti non si hanno certezze documentate.
I primi documenti che attestano la presenza certa di una comunità a Foligno sono datati intorno al 1290. Nei tre secoli successivi i documenti attestanti la presenza di una Comunità ebraica sono sempre più frequenti.
Nel 1555, quando papa Paolo IV istituì (nello Stato Pontificio) i ghetti solo a Roma ed Ancona, iniziò la stretta finale che portò al decreto di espulsione del 1569 che mise fine alla presenza ebraica nella città, i cui componenti si spostarono nelle Marche, o si dispersero tra le montagne dell'Appennino, o si convertirono a forza al cristianesimo (vedi alcuni cognomi presenti nelle zone montane del folignate che sono di possibile origine ebraica, come per esempio Moscati, Barnocchi, Stella, Gubbiotti, Pastore).
Al di fuori dei documenti archivistici, non v'è oggi più alcuna testimonianza della presenza della Comunità, della Sinagoga e del cimitero, se si fa eccezione per i molti cognomi di ebrei costretti a spostarsi nelle Marche e in Romagna, in cui resta il riferimento alla città di Foligno.

## La Comunità
Fino a qualche anno fa poco si sapeva circa una Comunità ebraica a Foligno e in altre città umbre nel basso Medioevo. Qualche notizia si era avuta sul finanziamento da parte degli ebrei folignati degli spettacoli cittadini più costosi, a cominciare dalla "corsa del palio rosato di San Feliciano" (Quintana), per esempio, che comportava una spesa di 27 fiorini ed era forzatamente finanziata da loro.
Un primo studio approfondito è stato condotto da Ariel Toaff, professore di storia economica del Medioevo e del Rinascimento nelle Università israeliane Bar Ilan e di Tel Aviv, studio pubblicato nel 1975 col volume “Gli Ebrei a Perugia”.
A Foligno, intorno al 1290, si tenne una riunione dei rappresentanti delle comunità ebraiche dell'Umbria e delle Marche alla presenza del famoso rabbino Menahem Recanati, tra i membri più noti dell'ebraismo italiano medievale.
Una minuziosa documentazione archivistica riguardo alla vita delle comunità ebraiche di Foligno, Bevagna, Trevi, Assisi, Nocera Umbra e Gualdo Tadino, viene poi riportata ancora da Toaff nel 1998 nel volume ”Il vino e la carne, una Società Ebraica nel Medioevo”.
Verso la fine del XIV secolo si stabilirono a Foligno, a causa di una forte migrazione, molti mercanti ebrei romani dediti all'attività feneratizia. Furono i reggenti dei Comuni ad invitare gli ebrei romani ad inserirsi nei tessuti economici delle città umbre per esercitare l'attività creditizia.
Gli ebrei contribuirono quindi in maniera determinante all'affermarsi della "Fiera di Foligno", ma in particolare dopo la caduta della signoria dei Trinci ed in coincidenza con la creazione dei Monti di Pietà su impulso delle diocesi umbre, si accentuò la discriminazione e la persecuzione nei confronti dei giudei con l'incitazione delle feroci prediche dei francescani ed il sostegno di vari vescovi (tra cui quello di Foligno), che culminarono con l'espulsione degli ebrei da Foligno, non prima di alcuni massacri e violenze in varie città umbre. L'allontanamento degli ebrei da Foligno portò alla decadenza della "Fiera di Foligno" ed al conseguente fiorire della "Fiera di Senigallia", dal momento che molti ebrei da Foligno si spostarono nelle più tolleranti diocesi marchigiane e nel Ghetto di Ancona.

### Cronologia attraverso notizie d'archivio salienti
Salomone di Elia, è citato in un documento del 1325 come abitante a Foligno; meno di due decenni dopo viene menzionata una società di banchieri di Foligno composta dallo stesso Salomone e da Aronne di Aleuccio, Salomone di Bonaventura e Musetto di Elia.
Dall'inizio degli anni sessanta, compare nei documenti Mele di Salomone, attivo nel prestito a Foligno, dove aveva una casa in affitto; nel 1367,compaiono Abramo di Vitale e Vitale di Beniamino anche loro locatari di un alloggio in città; pochi anni dopo compare anche Daniele di Beniamino.
Nella seconda metà degli anni settanta, troviamo pure Vitale di Elia e Deodato di Mele di Salomone, impegnato nel credito.
Nel 1380, oltre a Mele di Salomone e al figlio Bonaventura, risulta a Foligno anche Sabato di Vitale.
Dal 1384, Bonaventura di Mele compare in molti documenti relativi al prestito a privati.
Dal 1384, accanto a Bonaventura c'è pure il fratello Salomone, residente a Foligno e attivo nel settore creditizio.
In un documento del 1385, Salomone è citato come "Magister Salomone".
A partire dalla metà degli anni ottanta circa, Bonaventura e Salomone di Mele e il nipote Gaio di Deodato acquistano e vendono case e terreni a Foligno e dintorni.
All'inizio degli anni novanta, sciolgono la società che avevano, Daniele di Beniamino e Daniele di Abramo, mentre Guglielmo di Abramo, pure residente a Foligno, forma una società commerciale con due cristiani di Foligno ed un ebreo, di cui si specifica l'origine romana, Ventura di Aleuccio di Ventura residente in città.
Nel 1393, Salomone di Abramo, risiede nel quartiere di Foligno denominato Contrastanga, dove già Bonaventura di Mele aveva acquistato una casa; anche Guglielmo di Abramo abitava nello stesso quartiere.
Nel 1411, Guglielmo di Abramo presta denaro a privati e due anni dopo riceve una condotta creditizia a Todi; in seguito è a Spoleto, col soprannome di “Zucchero”.
Da un documento del 1431, risulta che gli ebrei pagavano all'inquisitore francescano il contributo che erano soliti pagare per il salario e le spese dell'inquisitore stesso.
Nel 1437, fa la sua comparsa Salomone di Matassia, noto come “Zucchero”, che riceve (e in seguito restituisce) un prestito di notevole entità da un cittadino di Foligno.
Nel 1438 Manuele di Elia da Imola ha un banco a Foligno.
Nel 1439, viene stipulata una condotta tra il Comune e gli ebrei di Foligno, non citati per nome.
Nel 1445, i Priori di Foligno, in considerazione del bisogno della popolazione, si rivolsero agli ebrei per far loro riprendere l'attività creditizia, ma essi, dato che non erano stati rispettati i patti del 1439, non ritennero di poter continuare la loro attività. I Priori, ammettendo che la ragione fosse dalla parte degli ebrei, stipularono una nuova condotta. Gli ebrei di Foligno menzionati nella condotta: Salomone di Matassia, detto “Zucchero”, Manuele di Magister Gaio e il padre Gaio, Abramo di Ventura di Perugia, Consiglio di Dattilo, Magister Gaio di Guglielmo e Consiglio di Vitale da Foligno. Sino alla fine della condotta gli ebrei sarebbero stati equiparati ai cittadini di Foligno nel diritto civile e criminale; inoltre venivano esentati da ogni tipo di tassazione e potevano spostarsi liberamente per la città e il distretto senza pagare dazi; erano obbligati, tuttavia, a versare al Comune 50 fiorini all'anno alla festa del patrono San Feliciano; erano anche tenuti a concedere al Comune, una volta all'anno e qualora richiesti, un prestito senza interesse di 50 fiorini. L'interesse concordato col Comune era del 36% per cifre superiori ai 2 fiorini, del 40% se inferiori; se il prestito era contratto con forestieri, il tasso era lasciato alla libera contrattazione tra le parti.
La durata della condotta era lasciata alla discrezione del Comune e dei feneratori, che potevano terminarla consensualmente. Nel 1451 venivano inclusi nella condotta anche Aleuccio di Elia da Imola e il figlio Leone, dietro pagamento di un contributo annuale di 10 fiorini.
Nel 1456, anche per far fronte all'esborso straordinario richiesto da papa Callisto III per la flotta che stava armando contro i Turchi, una nuova condotta fu concessa agli ebrei di Foligno, in questa si accordava loro anche il permesso di vendere carne macellata ritualmente ai macellai cristiani, nonché di avere un cimitero ed una sinagoga in città.
Magister Salomone di Matassia (detto “Zucchero”), gestiva un banco feneratizio dal 1457.
Nel 1459, Dattilo di Aleuccio da Rieti, cittadino di Foligno, nomina Leone di Angelo, pure residente a Foligno, direttore ed amministratore del suo banco feneratizio.
Nel 1463, in una seduta del Consiglio dei Priori di Foligno, si dibatteva il da farsi dopo la scomunica data dal vescovo alle autorità cittadine, per aver stipulato una condotta con gli ebrei; fu approvata la proposta di un Priore di formare un comitato di sei cittadini per prendere provvedimenti, in accordo col vescovo, per sopperire al fabbisogno della popolazione locale meno abbiente, e vigilare sugli ebrei perché non esportassero i pegni fuori città.
L'anno successivo, durante la predicazione quaresimale, un frate, probabilmente Giacomo della Marca, esortava i cittadini ad acquisire i pegni non riscattati che rimanevano in mano agli ebrei.
Nel 1469, il capo dei Priori di Foligno riferiva che il frate francescano Fortunato Coppoli da Perugia nelle sue prediche sosteneva che le autorità cittadine "erano in peccato mortale perché permettevano la continuazione del prestito ebraico"; come possibile soluzione fu avanzata la proposta di formare un comitato di quattro cittadini che collaborassero col frate, e così "salvare le autorità dal peccato mortale".
Nello stesso anno (1469), Magister Salomone di Matassia (detto “Zucchero”), era tra i rappresentanti della comunità ebraica del ducato di Spoleto che nominarono due procuratori per rappresentarli presso il vice tesoriere e il vice camerlengo della Camera Apostolica di Roma, probabilmente in relazione al ritardo nel pagamento della vigesima imposta da papa Pio II.
Nel 1471, per le pressioni del francescano Fortunato Coppoli, è istituito a Foligno il Monte di Pietà.
Due anni dopo con ordine podestarile vennero arrestati (per ragioni sconosciute) Magister Leone di Aleuccio da Imola, Angelo di Musetto da Todi, Elia e Aronne, figli di Magister Salomone (“Zucchero”).
Dagli anni Settanta si effettuano vari acquisti di vigne da parte di ebrei.
Dalla metà degli anni Settanta, Samuele di Dattilo da Perugia presta a privati, senza che nei documenti sia menzionato un banco; anche Angelo di Musetto di Camerino concede prestiti a privati dal 1476.
Nel 1478, i Priori di Foligno ribadiscono l'obbligo del segno distintivo per gli ebrei.
Quattro anni dopo, il rappresentante del legato provinciale, dietro sollecitazione di Angelo di Musetto da Camerino, portavoce della Comunità ebraica di Foligno, confermava ai macellai cittadini il permesso di macellare ritualmente e vendere la carne agli ebrei nonostante le disposizioni contrarie nei nuovi regolamenti comunali.
Nel 1484 Angelo di Musetto di Foligno e Ventura di Abramo da Perugia, a nome degli ebrei umbri, promettevano al tesoriere della Camera Apostolica di pagare entro brevissimo tempo i 500 ducati della vigesima imposta dal papa per la crociata contro i Turchi, ottenendo così di essere scarcerati.
Nel 1487, come conseguenza delle prediche di fra Bernardino da Feltre, fu inviata al Consiglio cittadino una lettera anonima con la richiesta di far cessare il prestito ebraico e di espellere gli Ebrei. Il giorno stesso, ad Angelo di Musetto da Camerino fu intimato di cessare l'attività feneratizia (che venne anche proibita ad ogni ebreo), mentre gli sarebbe stato concesso di rimanere se lo avesse voluto. L'anno successivo, Angelo, facendo testamento, lasciava 50 soldi al Monte di Foligno. L'attività creditizia di Angelo, continuò, ancora verso l'inizio del XVI secolo, anche se sotto la forma di vendita fittizia.
Nel 1493, il francescano Felice da Perugia, predicatore in duomo durante la Quaresima, interveniva in una seduta del Consiglio cittadino contro il prestito ebraico.
Le conversioni forzate attestate nel XV secolo sono, nel 1479, quella di un certo Angelo, che prese il nome di Feliciano Francesco Sisti e di Elia di Magister Salomone (detto “Zucchero”), che assunse il nome di Pietro Gaspare e, nel 1497, quella di un ebreo figlio di Leone, che prese il nome di Girolamo.
Nel 1504, gli ebrei di Foligno tentarono di sottrarsi al pagamento della tassa per i giochi dell'"agone" e del "testaccio", mentre avevano provveduto al pagamento delle altre tasse, come la vigesima.
Da un documento del 1539, risulta che Ananel (Nello) da Foligno di Angelo era attivo nell'acquisto di grano a Foligno ed Orvieto.
Dal 1541, compare nei documenti il feneratore di Foligno Camillo, figlio di Angelo di Musetto e fratello di Ananel da Foligno.
Nell'elenco degli ebrei umbri chiamati a contribuire alla tassa per i giochi dell'"agone" e "testaccio", stilato nel 1565 a Foligno, figurano tra i contribuenti a Foligno Angelo di Isacco Supino e Abramo di Leone da Recanati. Due anni più tardi, Angelo, a nome della Comunità fulginate, nominava Giuseppe di Orso da Montagnana e Dattilo di Signorello da Perugia procuratori, dandogli l'incarico di recuperare per un feneratore parte di quanto versato per la Casa dei Catecumeni.
Nel 1569, in seguito alla bolla Hebreorum gens di papa Pio V, venne decretata l'espulsione degli Ebrei da Foligno.
La partecipazione di ebrei alle fiere delle varie località umbre, tra cui Foligno è ben documentata ancora per un certo periodi dopo il decreto di espulsione; tre anni dopo tale decreto, il feneratore fulginate Camillo di Angelo perorava la causa degli ebrei di Pesaro che volevano recarsi alla "fiera di Foligno".
Verso la metà degli anni ottanta, venne temporaneamente concesso il ritorno agli ebrei di alcune città umbre, tra cui Foligno.
Nel XVI secolo è registrata solo la conversione di una ragazza, che, nel 1525, diventava cristiana, prendendo il nome di Maddalena ed entrando nel convento di Santa Benedetta ad Assisi. Il più noto dei convertiti fu il sunnominato Ananel da Foligno, che prese il nome di Alessandro Franceschi.

## Attività economiche
Oltre all'attività feneratizia, gli ebrei di Foligno furono attivi nel commercio dei panni, degli abiti, dei tessuti e degli stracci, nonché in varie attività professionali (quali il notariato, la medicina, la farmacia, la chirurgia, ecc.) ed artigianali.
Nel 1463, Salomone di Angelo da Imola e Leone di Angelo, residenti a Foligno, fondarono una società per la vendita di indumenti, in essa avrebbe dovuto lavorare anche un figlio di Salomone, che era sarto.
Nel 1471, Dattilo di Aleuccio da Rieti e Elia di Magister Salomone di Matassia (detto “Zucchero”) e la madre di Elia, Rinozza, costituirono una società con validità decennale per la vendita di abiti usati e stracci. Dalla metà degli anni settanta del XV secolo vi sono vari documenti relativi al commercio di indumenti. Nel 1482, Abramo di Salomone da Matelica risulta in rapporti commerciali con mercanti milanesi, che gli fornivano capi di vari colori.

## Sinagoga
Dal lascito testamentario di Mosè da Terni (Spoleto, 1461) si apprende dell'esistenza di almeno una sinagoga a Foligno probabilmente sita nel rione Contrastanga.
Nella lista delle sinagoghe che nei territori della Chiesa pagavano la tassa alla Casa dei Catecumeni romana, nel 1569, figurava anche una sinagoga di Foligno.
Oggi non v'è più traccia di sinagoghe, né si conosce con esattezza quale ne fosse la collocazione, è probabile che vi siano state più sinagoghe in luoghi diversi a seconda dell'epoca.

## Cimiteri
Dai documenti d'archivio risulta che un cimitero ebraico (o "campo degli ebrei") era a Foligno nel "campo di Francalancia" all'interno e a ridosso delle mura urbiche (sui resti dell'antica fortezza altomedievale, sulla spianata dove in epoca longobarda veniva praticata l'ordalia), area oggi all'interno del parco pubblico denominato Parco dei Canapè. Anche di tale cimitero non v'è più alcuna traccia visibile o nota se non negli archivi.
Un secondo cimitero documentato, forse mai usato e molto più recente, era lungo viale Roma, nei pressi di Villa Candida.